# مسند الرأس

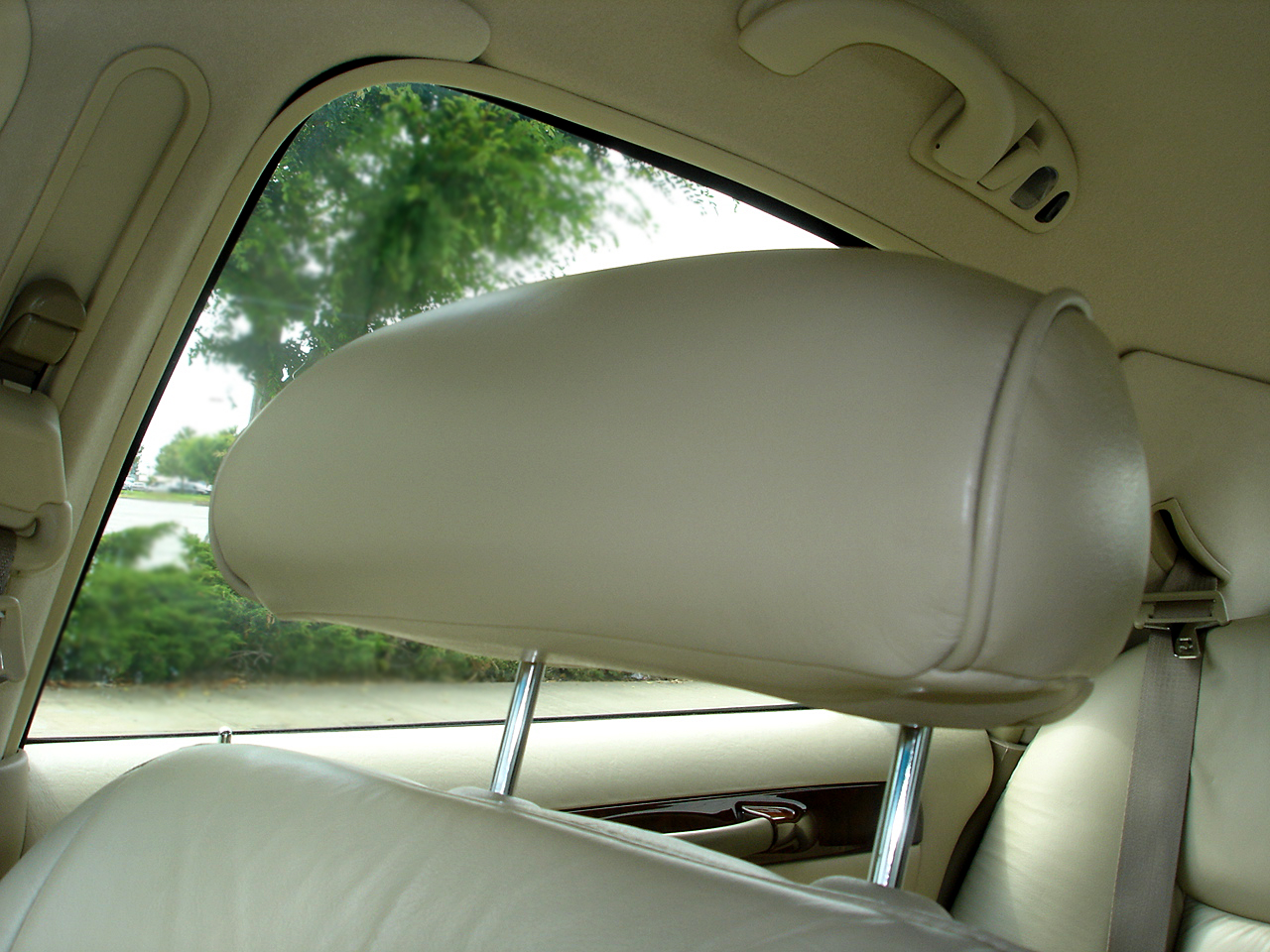
مسند الرأس في سيارة لينكولن تاون.

مَسْنَد الرأس هو إحدى أدوات السلامة في السيارات، يُرفَق أو يدمج في الجزء العلوي من كل مقعد للحد من الحركة الخلفية لرأس الراكب البالغ، وبالنسبة للجذع في حالة حدوث تصادم لمنع أو تخفيف المصع أو إصابة الفقرات العنقية. منذ إدخالها الإلزامي في بعض البلدان في أواخر الستينيات، حالت مساند الرأس أو خففت آلاف الإصابات الخطيرة.